# Chrysometa eugeni
Chrysometa eugeni là một loài nhện trong họ Tetragnathidae.
Loài này thuộc chi Chrysometa. Chrysometa eugeni được Herbert W. Levi miêu tả năm 1986.